# Blikanasaurus
Blikanasaurus ("Ještěr od hory Blikana") byl rod malého sauropodomorfa, možná již sauropodního dinosaura, který dosahoval v dospělosti délky jen 3 až 5 metrů (a patří tak mezi nejmenší sauropodní dinosaury vůbec). Žil v období pozdního triasu (asi před 220 až 210 miliony let) na území dnešní Jihoafrické republiky (oblast Cape Province). Tento dinosaurus je znám pouze podle kostí spodní části levé končetiny. Může jít o prosauropoda i primitivního sauropoda.

## Popis
Blikanasaurus cromptoni byl poprvé formálně popsán paleontology Galtonem a van Heerdenem v roce 1985. V současnosti spadá do čeledi Blikanasauridae, stanovené právě ve zmíněné popisné studii. Tento dinosaurus dorůstal délky kolem 4 až 5 metrů a hmotnosti asi 250 kilogramů.

## Systematika
Podle novějších poznatků byl Blikanasaurus patrně již zástupcem skupiny Sauropoda a mezi jeho nejbližší příbuzné patřily rody Gongxianosaurus a Pulanesaura.